# Janaína Lince
Janaína Lince (Rio de Janeiro, 12 de março de 1979) é uma atriz brasileira.

## Carreira
A sua mãe, Márcia, é ex-mulata dos shows de Oswaldo Sargentelli, que ensinou a ela o ritmo do samba desde pequena. Dançou durante 10 anos balé clássico e apresentava-se no Theatro Municipal do Rio de Janeiro, quando recebeu o primeiro convite para participar de um desfile. Foi na Suíça que Janaína começou a carreira de modelo.
Quando tinha 12 anos, uma amiga da mãe, dona de uma marca de roupas, a convidou para desfilar. Em 1994, ganhou o concurso Look Of The Year, da Elite Models. Logo depois estava desfilando em Paris e Milão para grifes como Versace, Kenzo e Ana Molinari e foi garota propaganda da empresa de mineração de ouro sul-africana AngloGold Ashanti. Sua beleza e desenvoltura também lhe renderam a apresentação de um programa semanal de variedades em um canal da TV suíça, de 1994 a 1997, Janaína foi uma das apresentadoras de Sputnik, um programa para jovens da principal emissora da Suíça com altos índices de audiência.
A atriz morou durante vinte anos no país, onde aprendeu alemão e inglês, pois seus pais, os músicos Márcia e Valdir Lince, durante uma turnê pela Europa, gostaram tanto da Suíça que decidiram ficar por lá. Formou-se em dermatologia, curso de três anos na Suíça, sem status de especialidade da medicina. Em 1998, voltou para o Brasil com a família. De volta ao Rio de Janeiro, Janaína continuou fazendo trabalhos como modelo e comerciais. Até que, em 2001, surgiu o teste para a personagem Jô, na novela Um Anjo Caiu do Céu, foi aprovada e conseguiu seu primeiro papel. Janaína ainda se apresentava com a banda Afonjah, da qual fazem parte seu padrasto e sua mãe. Tocava percussão, tambor de Maracatu e cantava.
Tem uma filha, Manuela, do relacionamento com Evandro Martins Fontes, um dos donos da Editora Martins Fontes. A atriz tinha sido escalada para fazer Duas Caras, mas preferiu se dedicar à gravidez.

### Na televisão
- 2009 - Vende-se um véu de noiva - Priscila Amaral[9]
- 2008 - Revelação - Michelle Rodrigues[7][10][11]
- 2006 - Bicho do Mato - Maria Elisa de Castro (Marieliza)[12][13]
- 2005 - Carandiru, Outras Histórias - Solange[2]
- 2003 - Celebridade - Zaira[2][14]
- 2001 - Um Anjo Caiu do Céu - Jô[2]

### No Teatro
- 2012 - Godspell - atuou e produziu a re-montagem do musical em São Paulo.